# 李文卿 (1930年)
李文卿（1930年5月16日—2009年6月14日），原名李云岫，男，山东牟平人，中国人民解放军高级将领，上将军衔。高中文化。

## 生平
李文卿1948年加入中国人民解放军华东野战军，担任过政工组员、排长、政治指导员等基层职务，参加兖州战役、淮海战役、渡江战役以及上海战役。1951年调至中国人民志愿军第60军，入朝参战，在军部任秘书，第五次战役期间见证了志愿军60军180师的惨败。
1955年李文卿调回南京军区机关任职，被授予上尉军衔，1956年起担任南京军区司令员许世友上将的秘书，直到1967年升任南京军区司令部办公室副主任，1960年5月晋升大尉军衔。1973年李文卿任60军179师副政委，1981年扶正，1983年任60军政委。1985年60军被裁撤后，调至沈阳军区任政治部主任，后升任副政委。1988年被授予中将军衔。1990年至国防大学任副政委，1992年10月任国防大学政委。1995年退役。
1998年获独立功勋荣誉章。李文卿曾经担任过中国人民政治协商会议第九届全国委员会常务委员，中国共产党第十四届中央委员会委员。晚年，以长期担任许世友秘书的经历，著有《近看许世友》一书。
2009年6月14日在北京逝世。

## 著作
- . 北京市: 解放军文艺出版社. 2002. ISBN 9787503315244.